# Fawn River
Fawn River är ett vattendrag i Kanada.   Det ligger i provinsen Ontario, i den östra delen av landet, 1 400 km nordväst om huvudstaden Ottawa.
Trakten runt Fawn River består huvudsakligen av våtmarker. Trakten runt Fawn River är nära nog obefolkad, med mindre än två invånare per kvadratkilometer.